# Бартош Квецен
Бартош Квецен (пол. Bartosz Kwiecień; нар. 7 травня 1994, Стараховіце, Польща) — польський футболіст, захисник клубу «Ягеллонія».

## Життєпис
Народився в місті Стараховіце, де й почав займатися футболом у молодіжній команді «Ювенти». З 2010 по 2012 ріквиступав у першій команді стараховицького клубу. 2013 року перейшов до «Корони» (Кельце), проте основним гравцем клубу не став. За чотири сеони зіграв у 19 матчах польського клубу. За цей час двічі його віддавали в оренду: у 2014 році — до «Гурник» (Ленчна), а в 2016 році — до «Хробри».

### «Ягеллонія» (Білосток)
27 липня 2017 року підписав 4-річний контракт з «Ягеллонією» (Білосток). Дебютував у футболці білостоцького клубу 17 липня 2017 року в поєдинку проти «Заглембє». Дебютним голом за «Ягеллонію» відзначився 12 грудня 2017 рокув переможному (5:1) поєдинку проти «Корони» (Кельце).

## Статистика

### Клубна
Станом на 24 серпня 2017 року
| Клуб                       | Сезон             | Ліга              | Ліга  | Ліга | Кубок | Кубок | Загалом | Загалом |
| Клуб                       | Сезон             | Ліга              | Матчі | Голи | Матчі | Голи  | Матчі   | Голи    |
| -------------------------- | ----------------- | ----------------- | ----- | ---- | ----- | ----- | ------- | ------- |
| «Ювента» (Стараховіце)     | 2010/11           | III ліга          | 7     | 0    | 0     | 0     | 7       | 0       |
| «Ювента» (Стараховіце)     | 2011/12           | III ліга          | 21    | 0    | 0     | 0     | 21      | 0       |
| «Ювента» (Стараховіце)     | 2012/13           | III діга          | 11    | 1    | 0     | 0     | 11      | 1       |
| «Корона» (Кельце)          | 2012/13           | Екстракляса       | 3     | 0    | 0     | 0     | 3       | 0       |
| «Корона» (Кельце)          | 2013/14           | Екстракляса       | 4     | 0    | 1     | 0     | 5       | 0       |
| «Гурник» (Ленчна) (оренда) | 2013/14           | I ліга            | 7     | 0    | 0     | 0     | 7       | 0       |
| «Корона» (Кельце)          | 2014/15           | Екстракляса       | 2     | 0    | 0     | 0     | 2       | 0       |
| «Корона» (Кельце)          | 2015/16           | Екстракляса       | 0     | 0    | 0     | 0     | 0       | 0       |
| «Хробри» (оренда)          | 2016/17           | I ліга            | 16    | 3    | 0     | 0     | 16      | 3       |
| «Корона» (Кельце)          | 2016/17           | Екстракляса       | 9     | 0    | 0     | 0     | 9       | 0       |
| «Корона» (Кельце)          | 2017/18           | Екстракляса       | 1     | 0    | 0     | 0     | 1       | 0       |
| «Ягеллонія» (Білосток)     | 2017/18           | Екстракляса       | 0     | 0    | 0     | 0     | 0       | 0       |
| Загалом                    | Усього за кар'єру | Усього за кар'єру | 81    | 4    | 1     | 0     | 82      | 4       |